# Gornouralski
Gornouralski (russisch Горноура́льский) ist eine Siedlung städtischen Typs in der Oblast Swerdlowsk in Russland mit 3972 Einwohnern (Stand 14. Oktober 2010).

## Geographie
Der Ort liegt etwa 140 km Luftlinie nordnordwestlich des Oblastverwaltungszentrums Jekaterinburg und knapp 20 km nördlich der Großstadt Nischni Tagil am Ostrand des Ural. Er befindet sich am rechten Ufer des Flüsschens Laja, das gut 5 km südlich von links in den Tagil mündet.
Gornouralski ist formal Verwaltungszentrum des Stadtkreises Gornouralski, zu dem insgesamt 59 Dörfer und ländliche Siedlungen gehören. Faktisch befinden sich die Verwaltungsorgane des Stadtkreises jedoch in Nischni Tagil, das aber nicht zum Stadtkreis Gornouralski gehört, sondern einen eigenständigen Stadtkreis bildet.

## Geschichte
Der Ort entstand ab 1961 im Zusammenhang mit der Errichtung landwirtschaftlicher Großbetriebe für die Versorgung der Industriestädte der Region. Der Name steht im Russischen für „Berg-“ oder „Bergbau-Ural(-Siedlung)“. Seit 1977 besitzt Gornouralski den Status einer Siedlung städtischen Typs. Im Rahmen der Verwaltungsreform in Russland wurde die Siedlung zum Verwaltungssitz des auf dem größten Teil des vormaligen Prigorodny rajon (vor 1963 Nischne-Tagilski rajon) per 1. Januar 2006 geschaffenen Stadtkreises bestimmt (ein gutes Viertel der Ortschaften kam zum Stadtkreis Nischni Tagil).

### Bevölkerungsentwicklung
| Jahr | Einwohner |
| ---- | --------- |
| 1979 | 2740      |
| 1989 | 6164      |
| 2002 | 4268      |
| 2010 | 3972      |

Anmerkung: Volkszählungsdaten

## Verkehr
Unmittelbar westlich an Gornouralski vorbei führt die Regionalstraße 65K-4103 (ehemals R352) Jekaterinburg – Nischni Tagil – Serow. 3 km südwestlich der Siedlung befindet sich die Station Laja bei Kilometer 342 der 1878 eröffneten und auf diesem Abschnitt seit 1935 elektrifizierten Bahnstrecke Perm – Nischni Tagil – Jekaterinburg.